# Campeonato Mundial de Atletismo Sub-20 de 2016 - 400 m com barreiras feminino
A prova dos 400 metros com barreiras feminino do Campeonato Mundial de Atletismo Sub-20 de 2016 ocorreu entre os dias 20 e 22 de julho em Bydgoszcz, na Polônia. 

## Recordes
Antes desta competição, os recordes mundiais e do campeonato nesta prova eram os seguintes:
|     | Nome              | Nacionalidade  | Tempo | Local    | Data                |
| --- | ----------------- | -------------- | ----- | -------- | ------------------- |
| WJR | Sydney McLaughlin | Estados Unidos | 54.15 | Eugene   | 10 de julho de 2016 |
| CR  | Lashinda Demus    | Estados Unidos | 54.70 | Kingston | 19 de julho de 2002 |
| WJL | Sydney McLaughlin | Estados Unidos | 54.15 | Eugene   | 10 de julho de 2016 |

## Medalhistas
| Ouro                | Prata                 | Bronze                |
| Anna Cockrell (USA) | Shannon Kalawan (JAM) | Xahria Santiago (CAN) |

## Cronograma
Todos os horários são locais (UTC+1).
| Data        | Hora  | Evento        |
| ----------- | ----- | ------------- |
| 20 de julho | 10:50 | Eliminatórias |
| 21 de julho | 18:55 | Semifinal     |
| 22 de julho | 20:45 | Final         |

## Resultados

### Eliminatórias

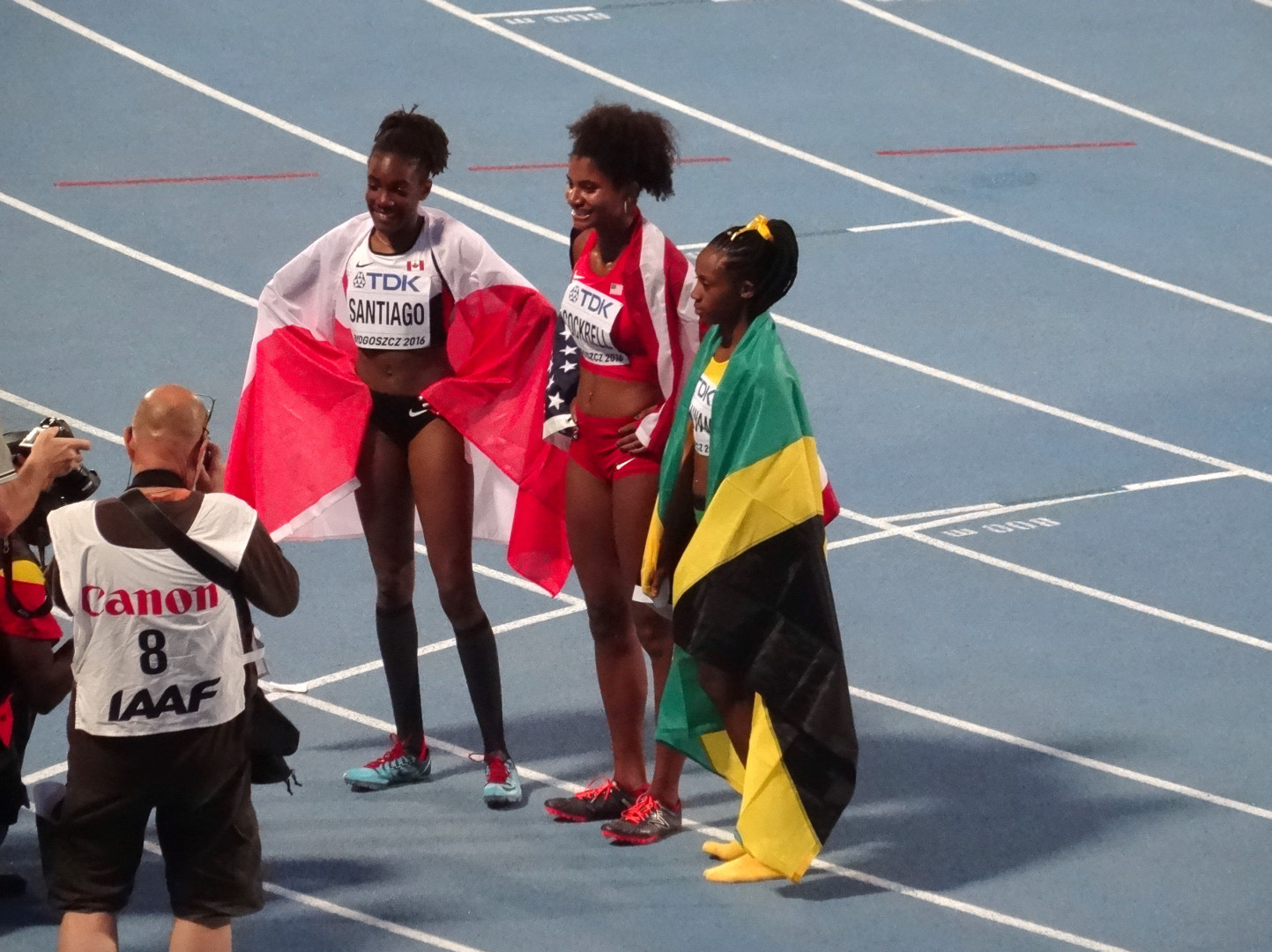
As medalhistas

Qualificação: Os 4 primeiros de cada bateria (Q) e os 4 tempos mais rápidos (q). 
| Posição | Bateria | Atleta                | Nacionalidade            | Tempo   | Notas                |
| ------- | ------- | --------------------- | ------------------------ | ------- | -------------------- |
| 1       | 2       | Anna Cockrell         | Estados Unidos           | 56.85   | Q                    |
| 2       | 5       | Aminat Yusuf Jamal    | Bahrein                  | 56.94   | Q, NJR               |
| 3       | 2       | Gezelle Magerman      | África do Sul            | 57.75   | Q,                   |
| 4       | 1       | Eileen Demes          | Alemanha                 | 57.77   | Q,                   |
| 5       | 5       | Shannon Kalawan       | Jamaica                  | 58.23   | Q                    |
| 6       | 1       | Anaïs Seiller         | França                   | 58.44   | Q,                   |
| 7       | 3       | Xahria Santiago       | Canadá                   | 58.48   | Q                    |
| 8       | 4       | Tereza Vokálová       | Chéquia                  | 58.62   | Q                    |
| 9       | 5       | Mariam Abdul-Rashid   | Canadá                   | 58.65   | Q,                   |
| 10      | 3       | Julie Hounsinou       | França                   | 58.65   | Q,                   |
| 11      | 1       | Haruko Ishizuka       | Japão                    | 58.66   | Q                    |
| 12      | 4       | Eleonora Marchiando   | Itália                   | 58.75   | Q,                   |
| 13      | 1       | Michaela Pešková      | Eslováquia               | 59.03   | Q                    |
| 14      | 5       | Johanna Dyremark      | Suécia                   | 59.04   | Q,                   |
| 15      | 5       | Dimitra Gnafaki       | Grécia                   | 59.13   | q                    |
| 16      | 4       | Nicolee Foster        | Jamaica                  | 59.19   | Q                    |
| 17      | 3       | Karoline Maria Sauer  | Alemanha                 | 59.37   | Q                    |
| 18      | 4       | Alanah Yukich         | Austrália                | 59.54   | Q                    |
| 19      | 1       | Jelena Grujić         | Sérvia                   | 59.79   | q,                   |
| 20      | 4       | Anne Sofie Kirkegaard | Dinamarca                | 59.96   | q                    |
| 21      | 2       | Yana Khabina          | Ucrânia                  | 59.98   | Q                    |
| 22      | 4       | Iulia Nicoleta Banaga | Roménia                  | 59.99   | q,                   |
| 23      | 5       | Aneja Simončič        | Eslovênia                | 1:00.03 | Recorde da temporada |
| 24      | 1       | Anna Kiafa            | Grécia                   | 1:00.26 |                      |
| 25      | 5       | Daniela Rojas         | Costa Rica               | 1:00.30 |                      |
| 26      | 1       | Tereza Jonášová       | Chéquia                  | 1:00.33 |                      |
| 27      | 3       | Dariya Stavnycha      | Ucrânia                  | 1:00.53 | Q                    |
| 28      | 3       | Brandeé Johnson       | Estados Unidos           | 1:00.58 |                      |
| 29      | 3       | Noémi Szücs           | Hungria                  | 1:00.90 |                      |
| 30      | 2       | Lakeisha Warner       | Ilhas Virgens Britânicas | 1:00.93 | Q                    |
| 31      | 5       | Wang Chen             | China                    | 1:00.97 |                      |
| 32      | 1       | Gioi Spinello         | Itália                   | 1:01.13 |                      |
| 33      | 2       | Ma Jie                | China                    | 1:01.65 |                      |
| 34      | 3       | Mizuki Murakami       | Japão                    | 1:01.78 |                      |
| 35      | 4       | Dreshanae Rolle       | Bahamas                  | 1:02.03 |                      |
| 36      | 2       | Agata Zupin           | Eslovênia                | 1:02.08 |                      |
| 37      | 2       | Adelina Akhmetova     | Cazaquistão              | 1:02.24 |                      |
| 38      | 2       | Rokia Fofana          | Burquina Fasso           | 1:02.62 | NJR                  |
| 39      | 3       | Christina Francisco   | Guam                     | 1:05.51 |                      |
| 40      | 4       | Chelsea Walker        | Grã-Bretanha             | DNF     |                      |

### Semifinal
Qualificação: Os 2 primeiros de cada bateria (Q) e os 2 tempos mais rápidos (q). 
| Posição | Bateria | Atleta                | Nacionalidade            | Tempo   | Notas           |
| ------- | ------- | --------------------- | ------------------------ | ------- | --------------- |
| 1       | 3       | Anna Cockrell         | Estados Unidos           | 56.10   | Q               |
| 2       | 1       | Eileen Demes          | Alemanha                 | 57.13   | Q,              |
| 3       | 2       | Aminat Yusuf Jamal    | Bahrein                  | 57.28   | Q               |
| 4       | 1       | Xahria Santiago       | Canadá                   | 57.32   | Q               |
| 5       | 3       | Shannon Kalawan       | Jamaica                  | 57.62   | Q               |
| 6       | 2       | Mariam Abdul-Rashid   | Canadá                   | 57.69   | Q,              |
| 7       | 1       | Michaela Pešková      | Eslováquia               | 58.08   | q,              |
| 8       | 2       | Tereza Vokálová       | Chéquia                  | 58.33   | q               |
| 9       | 2       | Anaïs Seiller         | França                   | 58.47   |                 |
| 10      | 1       | Dimitra Gnafaki       | Grécia                   | 58.48   | NJR             |
| 11      | 3       | Haruko Ishizuka       | Japão                    | 58.55   |                 |
| 12      | 3       | Gezelle Magerman      | África do Sul            | 58.76   |                 |
| 13      | 1       | Eleonora Marchiando   | Itália                   | 58.88   |                 |
| 14      | 2       | Nicolee Foster        | Jamaica                  | 58.93   |                 |
| 15      | 1       | Julie Hounsinou       | França                   | 59.02   |                 |
| 16      | 2       | Anne Sofie Kirkegaard | Dinamarca                | 59.13   |                 |
| 17      | 3       | Karoline Maria Sauer  | Alemanha                 | 59.15   |                 |
| 18      | 3       | Alanah Yukich         | Austrália                | 59.20   | Recorde pessoal |
| 19      | 1       | Yana Khabina          | Ucrânia                  | 59.84   |                 |
| 20      | 2       | Johanna Dyremark      | Suécia                   | 59.89   |                 |
| 21      | 1       | Jelena Grujić         | Sérvia                   | 1:00.05 |                 |
| 22      | 3       | Dariya Stavnycha      | Ucrânia                  | 1:00.43 |                 |
| 23      | 3       | Iulia Nicoleta Banaga | Roménia                  | 1:00.56 |                 |
| 24      | 2       | Lakeisha Warner       | Ilhas Virgens Britânicas | DNF     |                 |

### Final

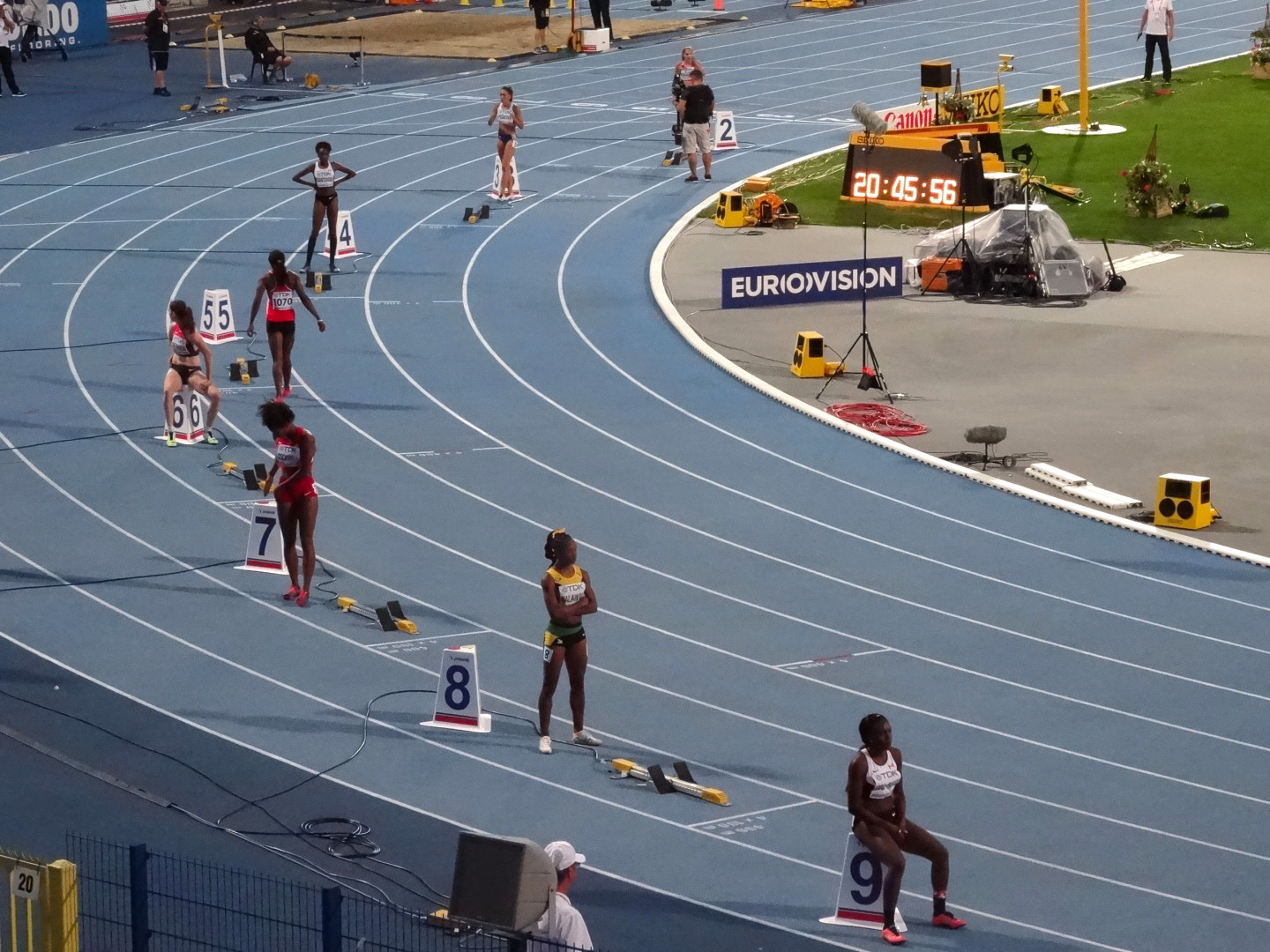
As finalistas

A prova final foi realizada no dia 22 de julho às 20:45.  
| Posição           | Raia | Atleta              | Nacionalidade  | Tempo | Notas                |
| ----------------- | ---- | ------------------- | -------------- | ----- | -------------------- |
| Medalha de ouro   | 7    | Anna Cockrell       | Estados Unidos | 55.20 | Recorde pessoal      |
| Medalha de prata  | 8    | Shannon Kalawan     | Jamaica        | 56.54 |                      |
| Medalha de bronze | 4    | Xahria Santiago     | Canadá         | 56.90 | Recorde da temporada |
| 4                 | 6    | Eileen Demes        | Alemanha       | 57.83 |                      |
| 5                 | 3    | Michaela Pešková    | Eslováquia     | 58.17 |                      |
| 6                 | 5    | Aminat Yusuf Jamal  | Bahrein        | 58.23 |                      |
| 7                 | 2    | Tereza Vokálová     | Chéquia        | 59.08 |                      |
| 8                 | 9    | Mariam Abdul-Rashid | Canadá         | 59.66 |                      |

Legenda
| Recorde mundial       | Recorde mundial (World record)               |                       | Recorde africano                      | Recorde africano (African) |                                           | Q | Classificado por posição (Qualified) |
| Recorde do campeonato | Recorde do campeonato (Championship record)  | Recorde da América    | Recorde da América (Americas)         | q                          | Classificado por melhor tempo (Qualified) |   |                                      |
| Melhor marca do ano   | Melhor marca do ano (World leading)          | Recorde asiático      | Recorde asiático (Asian)              | DNS                        | Não largou (Did not start)                |   |                                      |
| Recorde nacional      | Recorde nacional (National record)           | Recorde europeu       | Recorde europeu (European)            | DNF                        | Não terminou (Did not finish)             |   |                                      |
| Recorde pessoal       | Recorde pessoal do atleta (Personal best)    | Recorde da Oceania    | Recorde da Oceania (Oceania)          | DSQ / DQ                   | Desclassificado (Disqualified)            |   |                                      |
| Recorde da temporada  | Recorde da temporada do atleta (Season best) | Recorde sul-americano | Recorde sul-americano (South America) | NM                         | Sem marca (No mark)                       |   |                                      |